# B's-LOG
『B's-LOG』（ビーズログ）は、KADOKAWA Game Linkageから発行されている月刊の女性向けゲーム雑誌。発売はKADOKAWA。かつてはエンターブレインから発行されていた。
2002年3月20日にアダルトゲーム雑誌『E-LOGIN』の増刊から独立創刊した。いわゆる乙女ゲームやボーイズラブ系の作品を中心に取り上げている。当初は季刊であったが、第3号（2002年9月号）から月刊に移った。
増刊にコンピュータゲーム以外の漫画やアニメを中心に取り上げた『Charaberry's』がある。

## 主な記事
- 好きなものは好きだからしょうがない!!
- 学園ヘヴン
- ネオロマンスシリーズ
- Girl's Sideシリーズ
- オトメイト関連作品
- ナルどマ